# Mirta Díaz-Balart
Mirta Francisca de la Caridad Díaz-Balart y Gutiérrez (født 30. september 1928, død 6. juli 2024) var Fidel Castros første kone. De studerede sammen på universitetet i Havana hvor hun studerede filosofi da Fidel giftede sig med hende. Hun var datter af en prominent cubansk politiker og borgmester i byen Banes.
De giftede sig den 12. oktober 1948 og blev skilt igen i 1955 syv år senere (mens Fidel var i eksil). Sammen fik de et barn, sønnen Fidel Castro Díaz-Balart ("Fidelito", 1. september 1949 - 1. februar 2018). Efter skilsmissen fik Fidel forældremyndigheden over sønnen og Mirta giftede sig igen med doktor Emilio Núñez Blanco – søn af en tidligere cubansk FN-ambassadør (nu afdød) – med hvem hun fik to døtre, Mirta og América, som begge bor i Spanien. Ifølge en artikel fra Miami Herald den 8. oktober 2000 levede Mirta Díaz-Balart i 2000 selv i Spanien og besøgte lejlighedsvis Cuba på rejser arrangeret af Raúl Castro – Fidels bror og Mirtas tidligere svoger. En anden kilde mener hun flyttede tilbage til Havana i 2002 for at leve med sin søn og hans familie.